# رحیم زهیوی
رحیم مهدی زهیوی (زاده ۲۸ مرداد ۱۳۶۸ - اهواز) بازیکن سابق فوتبال اهل ایران است. 

## آمار ملی

### بازی‌های ملی
تا تاریخ ۱۶ ژوئن ۲۰۱۶
| ایران | ایران | ایران |
| سال   | بازی  | گل    |
| ----- | ----- | ----- |
| ۲۰۱۶  | ۱     | ۰     |
| مجموع | ۱     | ۰     |